# Peleteria blanda
Peleteria blanda là một loài ruồi trong họ Tachinidae.